# Erni Kniepert
Erni Kniepert; auch Erni Kniepert-Fellerer (* 3. Oktober 1911 in Reichenau an der Rax, Niederösterreich; † 5. März 1990 in Wien) war eine österreichische Kostümbildnerin. Sie erhielt 1958 den Preis der Stadt Wien für Bildende Kunst in der Kategorie Angewandte Kunst.

## Leben
Erni Kniepert war ab 1939 als Kostümbildnerin für den Film tätig (Unsterblicher Walzer, 1939; Wen die Götter lieben, 1942). Ab 1941 arbeitete sie auch für das Wiener Burgtheater, ab 1944 für die Salzburger Festspiele. Kniepert setzte ihre Karriere nach 1945 bruchlos fort, sie arbeitete zunächst für die Wiener Volksoper und zeichnete unter anderem 1955 für die Kostüme des Fidelio, der Eröffnungsvorstellung der Wiener Staatsoper verantwortlich. Sie wirkte 1939 auch am Hollywood-Film The Wizard of Oz (Das zauberhafte Land) mit. Kniepert war seit 1939 mit dem Architekten Max Fellerer verheiratet. Sie wurde am Wiener Zentralfriedhof beigesetzt.

## Filmografie
- 1941: Dreimal Hochzeit
- 1942: Brüderlein fein
- 1947: Triumph der Liebe
- 1957: Maria Stuart (TV)
- 1957: Der Furchtsame (TV)
- 1960: Das weite Land (TV)
- 1961: Die falsche Primadonna (TV)
- 1961: Der Rosenkavalier (TV)
- 1961: Der Bauer als Millionär
- 1961: Anatol (TV)
- 1962: Kaiser Joseph und die Bahnwärterstochter (TV)
- 1964: Der Verschwender
- 1964: Das Konzert (TV)
- 1965: Der Alpenkönig und der Menschenfeind
- 1978: Pension Schöller (TV)
- 1984: Der Rosenkavalier (TV)
- 1986: Der Unbestechliche (TV)
- 2020: Der Rosenkavalier (TV)